# لاکهید یو-۲
لاکهید یو-۲ (به انگلیسی: Lockheed U-2) ملقب به بانوی اژدها، یک هواپیمای شناسایی دوربرد بلندپرواز است که اولین بار در سال ۱۹۵۵ در ایالات متحده آمریکا و به سفارش آژانس اطلاعات مرکزی آمریکا ساخته شد. این هواپیمای تک‌موتوره جهت پرواز در ارتفاع بسیار بلند و همچنین همه شرایط آب و هوایی شبانه‌روز تا ارتفاع ۲۱ کیلومتری تولید شده‌است. یو-۲ همچنین برای تحقیقات حسگرهای الکترونیکی، کالیبراسیون ماهواره‌ای، اعتبارسنجی داده‌ها و اهداف ارتباطاتی مورد استفاده قرار می‌گیرد.
انواع اولیه لاکهید یو-۲ در جریان جنگ سرد بر فراز خاک کشورهای شوروی، چین، ویتنام و کوبا پرواز می‌کرد. یک فروند از این هواپیما که خلبان آن فرانسیس گری پاورز نام داشت؛ بر فراز خاک شوروی در تاریخ اول می ۱۹۶۰ توسط یک موشک اس-۷۵ دوینا سرنگون شد. البته فرانسیس گری پاورز ایجکت کرده و توسط نیروهای شوروی به اسارت گرفته شد. یک فروند دیگر از این نوع هواپیما که خلبان آن رودولف اندرسن نام داشت در زمان بحران موشکی و بر فراز خاک کوبا در ۲۷ اکتبر ۱۹۶۲ به وسیله موشک‌های اس-۷۵ دوینا ساقط و خلبان آن کشته شد.

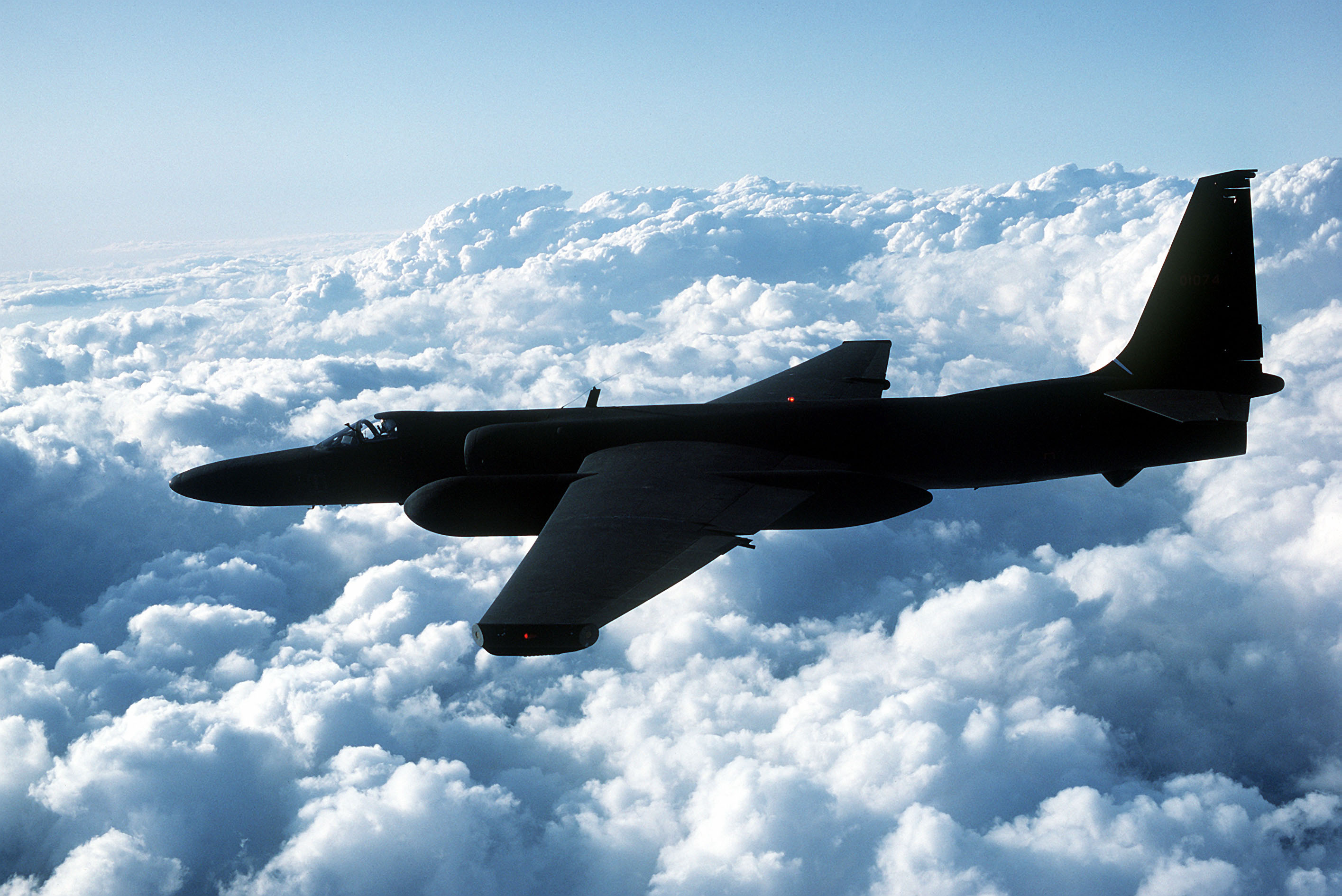
یو-۲

لاکهید یو-۲ از معدود هواپیماهایی به‌شمار می‌رود که بیش از ۵۰ سال است در حال سرویس‌دهی به نیروی هوایی ارتش ایالات متحده آمریکا است. جدیدترین مدل‌های این هواپیما به نامهای (یو-۲اس، یو-۲آر، تی‌آر-۱) در سال‌های دهه ۱۹۸۰ میلادی وارد خدمت شد. مدل فعلی این هواپیما یعنی یو-۲اس، در سال ۲۰۱۲ باز هم به لحاظ فنی ارتقا یافت. این هواپیما در درگیری‌های پس از جنگ سرد در جنگ افغانستان و جنگ عراق شرکت داشته و چندین عملیات چندملیتی نیروهای ناتو را پشتیبانی کرده‌است.

## روند توسعه
پس از پایان جنگ جهانی دوم، آمریکا به منظور کمک به تشخیص توانایی‌های شوروی به شناسایی بهتر از طریق جاسوسی هوایی تمایل داشت.
در سال‌های دهه ۱۹۵۰ میلادی، بهترین اطلاعاتی که دولت آمریکا از داخل شوروی در دست داشت محدود به عکس‌هایی بود که توسط نیروی هوایی آلمان نازی در طول جنگ از سرزمین شوروی گرفته شده بود. این عکس‌ها عمدتاً از نواحی غربی سرزمین شوروی که در غرب کوه‌های اورال واقع هستند، گرفته شده بود. پس از سال ۱۹۵۰، نیروی دفاع هوایی شوروی به شدت تمام هواپیماهای نزدیک به مرزهای شوروی را مورد حمله قرار می‌داد. تمامی هواپیماهای جاسوسی موجود در آن زمان نیز بمب‌افکن‌های اولیه‌ای بودند که برای عملیات شناسایی هوایی و جاسوسی تغییر کاربرد داده شده بودند، مانند بوئینگ آر‌بی-۴۷. این هواپیماها در مقابل توپ‌های ضدهوایی، موشک‌های سطح‌به‌هوا و هواپیماهای جنگنده شوروی آسیب‌پذیر بودند.

## نمونه‌های به نمایش گذاشته شده
لاشه‌ها و برخی از قطعات باقی‌مانده از انواع گوناگون این هواپیما در موزه‌های چندین کشور به نمایش درآمده‌است که از جمله این کشورها می‌توان به چین، کوبا و روسیه اشاره کرد:

### چین
لاشه یکی از این هواپیماها به شماره ۵۶–۶۶۹۱ در پکن در موزه نظامی انقلاب مردم چین به نمایش درآمده‌است که البته این لاشه دوباره مونتاژ شده‌است. این هواپیما در تاریخ ۱۰ ژانویه سال ۱۹۶۵ در جنوب غربی پکن توسط یک موشک اس-۷۵ دوینا، سرنگون شده‌است.
این هواپیما در اختیار نیروی هوایی تایوان بوده و خلبان آن جک چانگ لی یی نام داشته‌است. پس از سرنگونی این هواپیما، جک چانگ زنده مانده و دستگیر می‌شود و در نهایت در تاریخ ۱۰ نوامبر ۱۹۸۲ آزاد می‌شود.

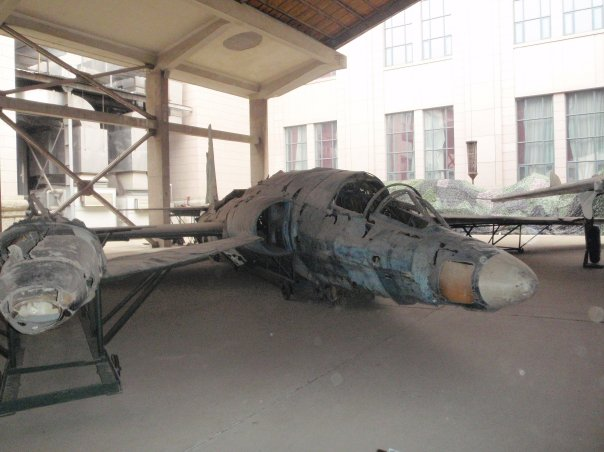
یو-۲ سی ترمیم شده در موزه نظامی انقلاب مردم چین، پکن

### کوبا
برخی از قطعات یکی از این هواپیماها به شماره ۵۶–۶۶۷۶ در سه موزه مختلف در کوبا به نمایش گذاشته شده‌است. این هواپیما به ایالات متحده آمریکا تعلق داشته و خلبان آن سرگرد رودولف اندرسون نام داشته‌است. این هواپیما در جریان بحران موشکی کوبا و بر فراز خاک کوبا در ۲۷ اکتبر ۱۹۶۲ به وسیله موشک‌های اس-۷۵ دوینا ساقط و خلبان آن کشته می‌شود.

### روسیه
لاشه یکی از این هواپیماها به شماره ۵۶–۶۶۹۳ در موزه نظامی مسکو به نمایش گذاشته شده‌است. این لاشه متعلق به هواپیمایی است که در تاریخ اول می ۱۹۶۰ توسط یک موشک اس-۷۵ دوینا در استان سوردلوفسک، روسیه سرنگون شد. البته خلبان این هواپیما به نام فرانسیس گری پاورز، زنده مانده و توسط نیروهای شوروی دستگیر و پس از مدتی آزاد می‌شود.

### ایالات متحده
انواع مختلفی از این هواپیما در موزه ملی نیروی هوایی ایالات متحده آمریکا، پایگاه نیروی هوایی رایت-پترسون در اوهایو، موزه ملی هوافضای اسمیتسونین، موزه فرماندهی راهبردی هوایی و هوافضا و چند پایگاه و موزهٔ دیگر به نمایش گذاشته شده‌‌است.

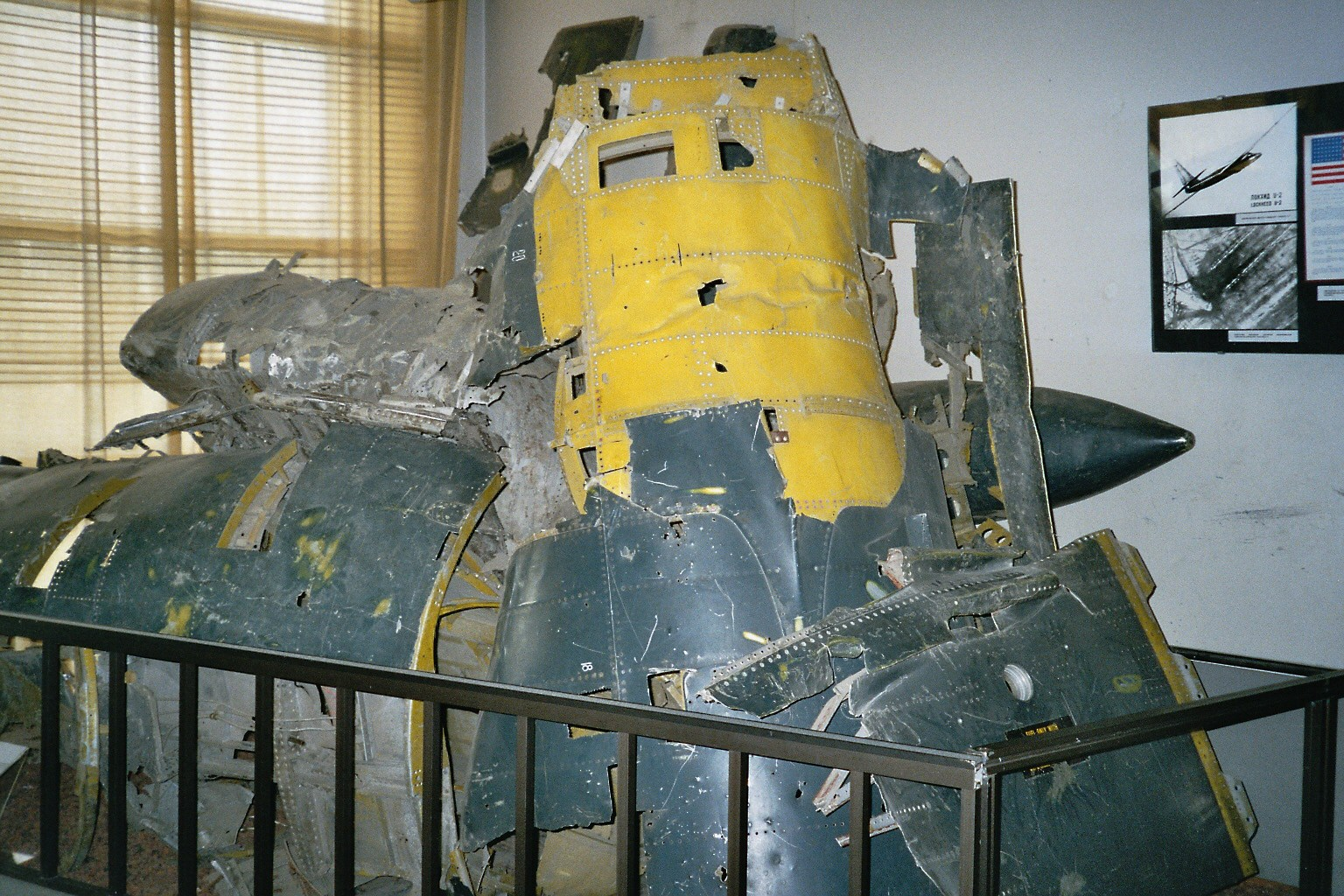
بخشی از ۶۶۹۳–۵۶ در موزه نظامی مسکو

## ویژگی‌ها
- طول:۱۹٬۲متر
- طول بال‌ها:۳۱٬۴ متر
- ارتفاع :۴٬۸۸ متر
- سطح بال‌ها :۹۲٬۹ متر مربع
- وزن خالی :۶٬۴۸۶ کیلوگرم
- بیشترین وزن برخاستن :۱۸٬۱۴۴ کیلوگرم
- بیشترین سرعت :۸۰۵ کیلومتر بر ساعت
- کمترین سرعت برای کسب اطلاعات :۱۳۰ کیلومتر بر ساعت
- سرعت واماندگی: (۷۵ mph, 120 km/h)[۸]
- برد :۱۰٬۳۰۸ کیلومتر
- سقف پرواز :۲۱٬۳۰۰+ متر
- استقامت پرواز :۱۲ ساعت[۹]
- یک عدد موتور توربوفن جنرال الکتریک اف۱۱۸

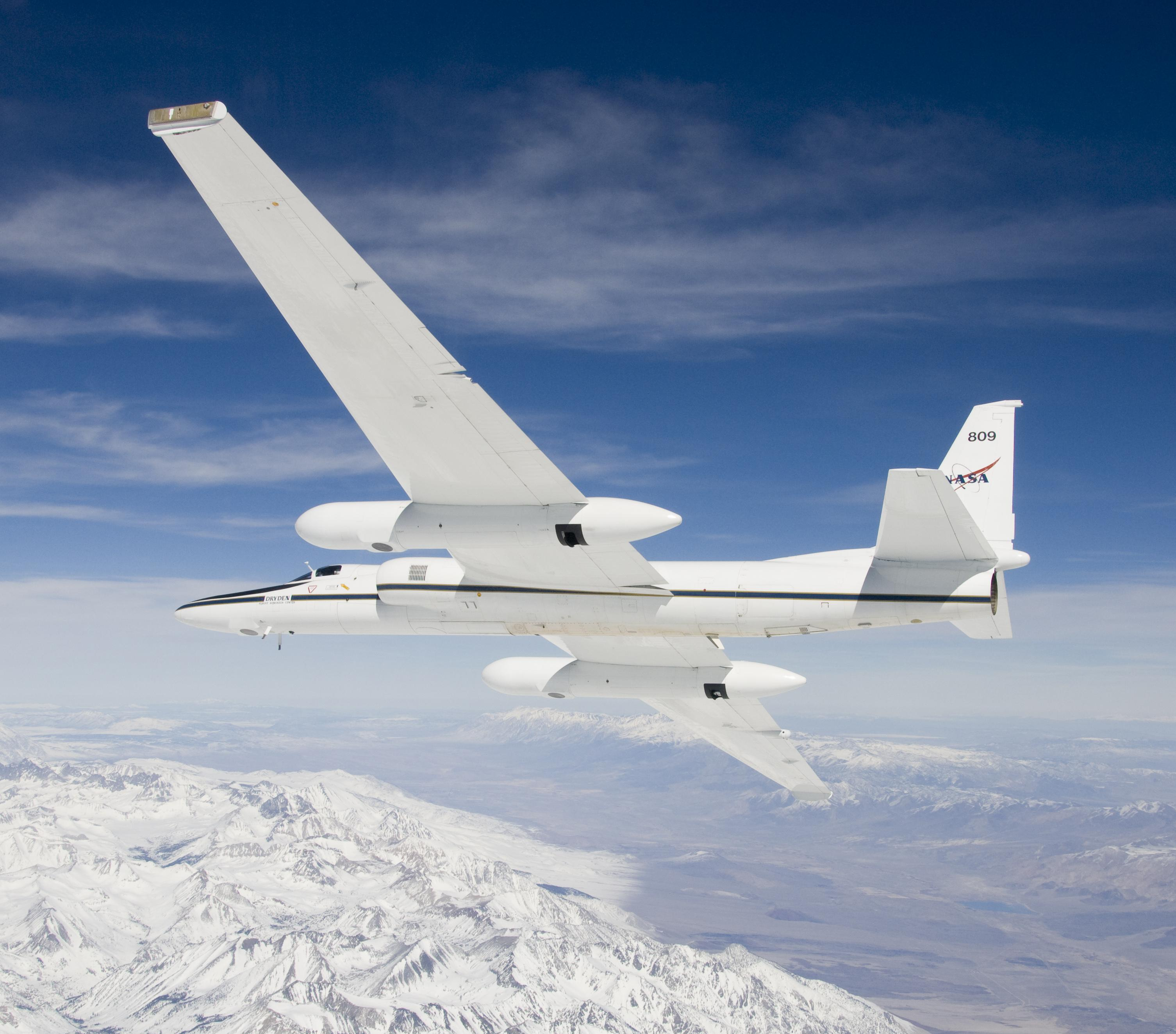
یو-۲ متعلق به ناسا در حال پرواز تحقیقاتی